# Карл Шмід (веслувальник)
Карл Шмід (29 червня 1910 — 14 травня 1998) — швейцарський академічний веслувальник.
Срібний призер Олімпійських Ігор 1936 року в складі розпашної четвірки зі стерновим, бронзовий призер 1936 року в складі розпашної четвірки без стернового.
Чемпіон Європи 1935, 1938 років у складі розпашної четвірки без стернового, срібний призер 1934, 1937 років у складі розпашної четвірки без стернового, бронзовий призер 1947 року в складі розпашної четвірки без стернового.